# Лонкі-Козельські
Лонкі-Козельські (пол. Łąki Kozielskie, нім. Lenkau) — село в Польщі, у гміні Лесьниця Стшелецького повіту Опольського воєводства.
Населення — 420 осіб (2011).
У 1975-1998 роках село належало до Опольського воєводства.

## Демографія
Демографічна структура станом на 31 березня 2011 року:
|          | Загалом | Допрацездатний вік | Працездатний вік | Постпрацездатний вік |
| -------- | ------- | ------------------ | ---------------- | -------------------- |
| Чоловіки | 197     | 33                 | 137              | 27                   |
| Жінки    | 223     | 28                 | 142              | 53                   |
| Разом    | 420     | 61                 | 279              | 80                   |